# Женская сборная США по баскетболу
Женская сборная США по баскетболу — национальная баскетбольная команда, представляющая США на международной баскетбольной арене. Она является девятикратным чемпионом олимпийских игр и десятикратным чемпионом мира. Управляющим органом сборной выступает Федерация баскетбола США.

## Справка
Женская сборная США по баскетболу является сильнейшей женской сборной в мире. Она многократный чемпион мира, чемпионата Америки и олимпийских игр. До 1992 года её основным соперником была команда СССР. После распада СССР с командой США пытаются конкурировать сборная России и сборная Австралии, однако сборная считается бесспорным фаворитом любого официального турнира: с 1995 года она проиграла лишь один раз, одержав более ста побед. Последнее поражение было от сборной России в полуфинале чемпионата мира 2006 года. Основу сборной США составляют игроки, которые выступают в WNBA, а также прошедшие через игры в университетских командах.

## Результат

### Олимпийские игры
- 1976: 2-е место
- 1984: 1-е место
- 1988: 1-е место
- 1992: 3-е место
- 1996: 1-е место
- 2000: 1-е место
- 2004: 1-е место
- 2008: 1-е место
- 2012: 1-е место
- 2016: 1-е место
- 2020: 1-е место
- 2024: 1-е место

### Чемпионат мира по баскетболу среди женщин
- 1953: 1-е место
- 1957: 1-е место
- 1959: не участвовала
- 1964: 4-е место
- 1967: 11-е место
- 1971: 8-е место
- 1975: 8-е место
- 1979: 1-е место
- 1983: 2-е место
- 1986: 1-е место
- 1990: 1-е место
- 1994: 3-е место
- 1998: 1-е место
- 2002: 1-е место
- 2006: 3-е место
- 2010: 1-е место
- 2014: 1-е место
- 2018: 1-е место
- 2022: 1-е место

### Чемпионат Америки по баскетболу среди женщин
- 1989: 4-е место
- 1993: 1-е место
- 1997: 2-е место
- 2007: 1-е место
- 2019: 1-е место
- 2021: 1-е место
- 2023: 2-е место

## Текущий состав
| Перейти к шаблону «Состав сборной США по баскетболу» | Состав сборной США по баскетболу |  |

| Поз. | №  | Имя             | Дата рождения (возраст)    | Рост   | Клуб              |
| ---- | -- | --------------- | -------------------------- | ------ | ----------------- |
| РЗ   | 4  | Джуэл Лойд      | 5 октября 1993 (27 лет)    | 175 см | Сиэтл Шторм       |
| РЗ   | 5  | Скайлар Диггинс | 2 августа 1990 (30 лет)    | 175 см | Финикс Меркури    |
| РЗ   | 6  | Сью Бёрд        | 16 октября 1980 (40 лет)   | 175 см | Сиэтл Шторм       |
| АЗ   | 7  | Ариэль Аткинс   | 30 июля 1996 (24 года)     | 173 см | Вашингтон Мистикс |
| АЗ   | 8  | Челси Грей      | 8 октября 1992 (28 лет)    | 180 см | Лас-Вегас Эйсес   |
| ТФ   | 9  | Эйжа Уилсон     | 8 августа 1996 (24 года)   | 193 см | Лас-Вегас Эйсес   |
| ТФ   | 10 | Брианна Стюарт  | 27 августа 1994 (26 лет)   | 191 см | Сиэтл Шторм       |
| Ф    | 11 | Нафиса Коллиер  | 23 сентября 1996 (24 года) | 186 см | Миннесота Линкс   |
| АЗ   | 12 | Дайана Таурази  | 11 июня 1982 (39 лет)      | 182 см | Финикс Меркури    |
| Ц    | 13 | Сильвия Фаулз   | 6 октября 1985 (35 лет)    | 198 см | Миннесота Линкс   |
| Ц    | 14 | Тина Чарльз     | 11 октября 1999 (32 года)  | 193 см | Вашингтон Мистикс |
| Ц    | 15 | Бриттни Грайнер | 18 октября 1990 (30 лет)   | 203 см | Финикс Меркури    |